# Erland von Hofsten (1780–1839)
Erland von Hofsten, född 19 september 1780 i Karlskoga socken, död 10 december 1839 i Stockholm, var en svensk brukspatron.
von Hofsten växte upp på Valåsens herrgård i Karlskoga socken som son till brukspatronen Bengt von Hofsten och Christina Lovisa Geijer, känd som "Stornåda". Han tillträdde som kanslist i kammarrätten 1805.
Han var far till författaren Johanna Christina von Hofsten.
Erland von Hofsten är begravd på Gamla kyrkogården i Karlskoga.